# Antonio Esparza
Antonio Esparza Sanz (Sabadell, 6 de enero de 1962). Fue un ciclista español, profesional entre 1984 y 1992, cuyos mayores éxitos deportivos los logró en la Vuelta a España donde conseguiría dos victorias de etapa en la edición de 1987. En la Vuelta de 1992, fue el vencedor de la clasificación de metas volantes.
Su hermano mayor Manuel Esparza también fue ciclista profesional.

## Palmarés
| 1985 - Circuito de Guecho - 1 etapa en la Vuelta a Galicia 1986 - Trofeo Masferrer | 1987 - 2 etapas en la Vuelta a España - 1 etapa en la Vuelta a los Valles Mineros 1989 - 1 etapa en la Vuelta a Murcia 1992 - Clasificación de las metas volantes de la Vuelta a España |

## Resultados en Grandes Vueltas y Campeonato del Mundo
| Carrera         | 1984 | 1985 | 1986  | 1987 | 1988 | 1989 | 1990  | 1991 | 1992  |
| --------------- | ---- | ---- | ----- | ---- | ---- | ---- | ----- | ---- | ----- |
| Giro de Italia  | -    | -    | -     | -    | -    | -    | -     | -    | -     |
| Tour de Francia | -    | -    | 126.º | -    | -    | -    | -     | -    | -     |
| Vuelta a España | 89.º | -    | -     | Ab.  | -    | 89.º | 111.º | ̈     | 139.º |